# 国際平和協力本部
国際平和協力本部（こくさいへいわきょうりょくほんぶ、英語：International Peace Cooperation Headquarters）は、日本の官公庁の一つであり、内閣府の特別の機関である。

## 概要
国際平和協力業務を所管しており、日本が国際連合平和維持活動に参加する際にその役割を果たしている。設置根拠は内閣府設置法や国際連合平和維持活動等に対する協力に関する法律によるものであり、1992年に設置された。
具体的な任務としては、国際平和協力業務実施計画、国際平和協力業務実施要領などの立案や策定を行っている。その過程においては、派遣先国に出向いての現地調査や、国際連合平和維持軍らとの情報交換を行っている。それらの計画に基づき「国際平和協力隊」を編成し、国際平和協力隊派遣後も隊の運用や関係諸機関との調整を担っている。 国際平和協力隊は本部長の下に置かれる。

## 組織
長は国際平和協力本部長であり、内閣総理大臣が就任する。副本部長には内閣官房長官、本部員には本部長や副本部長以外の各省・委員会の主任の大臣が就く。幹部職員としては事務局長や事務局次長が配され、複数名の参事官が置かれている。
- 事務局長
- 事務局次長
  - 参事官（2）
    - 調査官